# Kleomenes (Sänger)
Kleomenes war ein berühmter antiker griechischer Rhapsode, also ein wandernder Sänger. Er trat bei den Olympischen Spielen an und trug die καθαρμοί (Entsühnungen) des Empedokles vor.